# Vlaamse Cultuurprijs voor de Vrijwilliger
De Vlaamse Cultuurprijs voor de Vrijwilliger is een van de Vlaamse Cultuurprijzen die door de Vlaamse overheid wordt toegekend. De prijs werd ingesteld in 2003. De winnaar ontvangt een geldprijs van €10000 en een bronzen beeldje van de kunstenaar Philip Aguirre.

## Laureaten
- 2003: Fons Dierickx
- 2004: Dag van de Jeugdbeweging
- 2005: Nakhla (Gent) en Soirée Deluxe (Gent)
- 2006: Jeugd en Poëzie
- 2007: Open Kamp Scouts en Gidsen Vlaanderen
- 2008: Last Post Association
- 2009: Onze Nieuwe Toekomst